# Yūki Fukaya
Yūki Fukaya (深谷 友基?, Fukaya Yūki; Aichi, 1º agosto 1982) è un ex calciatore giapponese, di ruolo difensore.